# Scaphopetalum dewevrei
Scaphopetalum dewevrei là một loài thực vật có hoa trong họ Cẩm quỳ. Loài này được De Wild. & T.Durand miêu tả khoa học đầu tiên năm 1900.